# Mittelitalien

Mittelitalien im engeren Sinn

Mittelitalien (italienisch: Italia centrale oder Centro Italia) ist der zentral gelegene Abschnitt Italiens, das in Oberitalien, Mittelitalien und Süditalien (Unteritalien) eingeteilt wird. Es erstreckt sich vom Apenninenkamm zwischen La Spezia und Rimini bis zur historischen Nordgrenze des Königreichs Neapel, nimmt also grob die obere Hälfte der Apenninhalbinsel ein. Die südliche Abgrenzung verläuft heute, nach Veränderungen der Provinzen in den 1920er Jahren entlang der Flüsse Tronto und Garigliano. Mittelitalien wird von den Regionen Toskana, Umbrien, Marken und Latium gebildet, wobei nur die Toskana sprachlich und kulturell einheitlich zu Mittelitalien gerechnet werden kann. In diesen Grenzen bildet Mittelitalien auch eine der fünf italienischen Makroregionen.
Nicht offiziell wird manchmal auch die Region Abruzzen hinzugerechnet, die von ihrer geographischen Lage der Mitte des Landes angehört, historisch jedoch immer zu Süditalien zählte und auch dialektal eher süditalienisch geprägt ist. Aus historischen Gründen wird hin und wieder auch die Emilia-Romagna zu Mittelitalien gerechnet, die vor der italienischen Einigung teilweise zum Kirchenstaat (Romagna) gehörte.

## Bevölkerung
Mittelitalien hat 11.675.578 Einwohner. Acht Städte haben über 100.000 Einwohner.
| Stadt   | Einwohner | Region  |
| ------- | --------- | ------- |
| Rom     | 2.718.768 | Latium  |
| Florenz | 364.710   | Toskana |
| Prato   | 185.603   | Toskana |
| Perugia | 163.287   | Umbrien |
| Livorno | 160.949   | Toskana |
| Latina  | 115.490   | Latium  |
| Terni   | 110.933   | Umbrien |
| Ancona  | 101.424   | Marken  |